# Frank Furness
Pour les articles homonymes, voir Furness (homonymie).
Frank Furness (12 novembre 1839 - 27 juin 1912) est un architecte américain, qui appliqua la tendance éclectique et diffusa les préceptes de l'Académie des beaux-arts dans son pays. Richard Morris Hunt fut son maître.

## Biographie
Furness a réalisé près de 600 bâtiments, essentiellement dans la région de Philadelphie. Beaucoup de ses bâtiments, considérés comme démodés, ont été détruits au XXe siècle.
Il est un des représentants les plus célèbres de l'éclectisme en architecture, et a influencé des pionniers du mouvement moderne comme H. Sullivan.
Il fonda le cabinet Furness & Hewitt avec les frères Hewitt.
Il a reçu la "Médaille de l'honneur" pour son comportement durant la Guerre civile.

## Réalisations
- Pennsylvania Academy of Fine Arts, Philadelphie, (1871-1876)